# Pervomaiskii
Pervomayskiy este un sat din provincia Almaty din  Kazahstan.

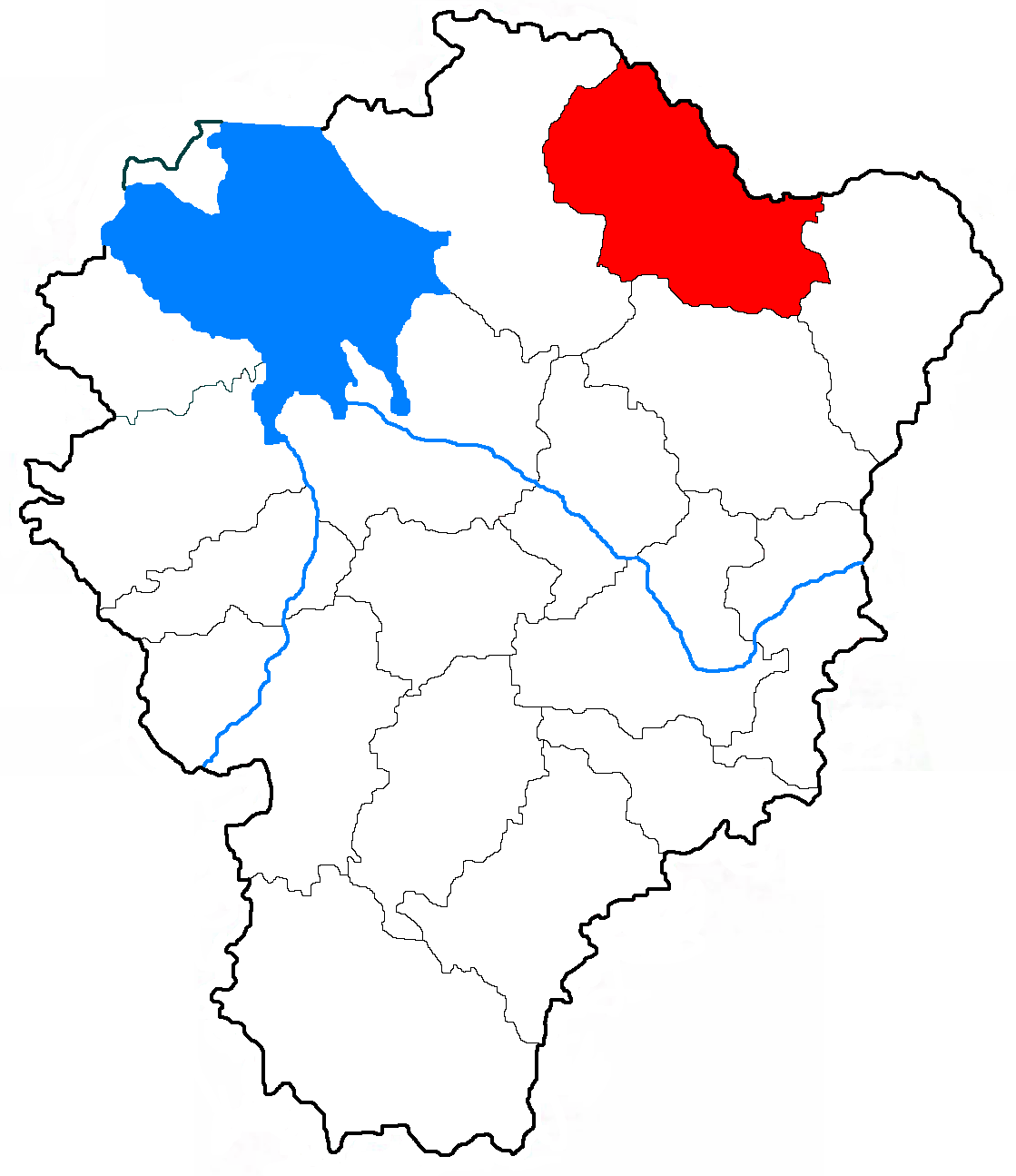
Hartă Pervomayskiy

Hartă Pervomayskiy